# Rhoda Wurtele
Isabella Rhoda Wurtele-Eaves, OM, (* 21. Januar 1922 in Saint-Lambert) ist eine ehemalige kanadische Skirennläuferin. Sie gehörte in den Jahren nach dem Zweiten Weltkrieg zusammen mit ihrer Zwillingsschwester Rhona zu den besten Rennläuferinnen ihres Landes.

## Sportliche Laufbahn
Rhoda Wurtele wurde zusammen mit ihrer eineiigen Zwillingsschwester Rhona am 21. Januar 1922 in St. Lambert in Quebec geboren. Im Jahr 1942 wurden beide zu einem Test für das kanadische Nationalteam eingeladen, wobei Rhona den ersten und Rhoda den zweiten Platz belegte. In den folgenden Jahren belegten die Schwestern bei verschiedenen nordamerikanischen Meisterschaften abwechselnd den ersten und zweiten Platz.
Bei den Olympischen Winterspielen 1948 in St. Moritz wurde Wurtele für den Slalom nominiert, verletzte sich aber während des Trainings am Knöchel und konnte daher nicht starten. Bei den Winterspielen 1952 in Oslo belegte sie Rang neun im Riesenslalom, im Slalom Rang 19 und in der Abfahrt Rang 20.
Nach den Spielen reduzierte Rhoda ihre Starts an großen Wettkämpfen und zog sich in den 1960er Jahren aus dem aktiven Wettkampfgeschehen zurück, um Skilehrerin zu werden. Sie wurde zusammen mit ihrer Schwester in die Halls of Fame der Amateur Athletic Union of Canada (1953), der Canadian Olympic (1953), der United States Ski (1969), der Canadian Ski (1982) und der Laurentian Ski (1986) aufgenommen. In Erinnerung an ihre sportlichen Leistungen wurde Wurtele zusammen mit ihrer Schwester 1969 in die US National Ski Hall of Fame aufgenommen, 1982 folgte die Aufnahme in die Hall of Fame des Canadian Ski Museum. Im Dezember 2018 wurden die beiden Sportlerinnen zu Mitgliedern des Order of Canada ernannt.